# Тыгдинский сельсовет
Тыгди́нский сельсове́т — сельское поселение в Магдагачинском районе Амурской области.
Административный центр — посёлок Тыгда.

## История
12 мая 2005 года в соответствии с Законом Амурской области № 477-ОЗ муниципальное образование наделено статусом сельского поселения.

## Население
| 2002  | 2010  | 2011  | 2012  | 2013  | 2014  | 2015  |
| ----- | ----- | ----- | ----- | ----- | ----- | ----- |
| 3665  | ↘3319 | ↘3306 | ↘3208 | ↘3157 | ↘3073 | ↘3010 |
| 2016  | 2017  | 2018  | 2021  |       |       |       |
| ↘3000 | ↘2994 | ↗3014 | ↘2476 |       |       |       |

## Состав сельского поселения
| № | Населённый пункт | Тип населённого пункта       | Население |
| - | ---------------- | ---------------------------- | --------- |
| 1 | Новопокровка     | село                         | →0        |
| 2 | Тыгда            | село, административный центр | ↘2476     |